# Pont des Arts
Pont des Arts eller Passerelle des Arts er en fodgængerbro i Paris, som krydser floden Seinen. Broen forbinder Institut de France og den centrale plads (Cour Carrée) ved Palais du Louvre (som blev kaldt "Palais des Arts" under det Første franske kejserrige).

## Historie
Mellem 1802 og 1804, under Napoleons regeringstid, blev en ni-buet metalbro til fodgængere bygget samme sted som nutidens Pont des Arts, og dette var den første metalbro i Paris. Ingeniørerne Louis-Alexandre de Cessart og Jacques Dillon tænkte oprindeligt på en bro, der kunne ligne en svævende have med træer, blomsterenge og bænke. Passage over broen på det tidspunkt kostede en sou.
Den 17. marts 1975 optog det franske kulturministerium Pont des Arts som et nationalt historisk monument.
I 1976 rapporterede inspektøren for broer og vejbaner (Ponts et Chaussées) flere mangler på broen. Nærmere bestemt noterede han sig skaden, der var forårsaget af to luftbombardementer, som ramte området under Første Verdenskrig og Anden Verdenskrig, samt skader der var forårsaget af flere kollisioner med både. Broen blev lukket for trafik i 1977, og efter en pram kolliderede med broen i 1979 kollapsede 60 meter af den.
Den nuværende bro blev bygget mellem 1981 og 1984 "identisk" ifølge Louis Arretches planer, som havde besluttet at reducere antallet af buer fra ni til syv, hvilket gjorde det muligt at bevare den gamle bros udseende, samtidig med at den nye struktur blev tilpasset Pont Neuf. Den 27. juni 1984 blev den nybyggede bro indviet af daværende borgmester i Paris Jacques Chirac.
Broen har til tider tjent som sted for kunstudstillinger, og er i dag et udendørsstudie for malere, kunstnere og fotografer, der tiltrækkes af broens unikke udsigt. Pont des Arts er om sommeren også ofte et sted for picnics.
I 1991 optog UNESCO hele Paris-flodbredden, fra Eiffeltårnet til slutningen af Île Saint-Louis, som et verdensarvssted. Derfor er Pont des Arts nu en del af dette UNESCO World Heritage Site.

## Kærlighedslåse
Siden slutningen af 2008 har det været en romantisk gestus at påsætte kærlighedslåse på broen og kaste nøglen i Seinen. Selvom traditionen ikke oprindeligt er fransk, steg antallet af låse til overvældende proportioner. Avisen Le Monde anslog i februar 2014, at der var over 700.000 låse fastgjort til broens rækværk eller gitter.
I 2014 blev der udtrykt bekymring over den mulige skade, som låsenes vægt havde på broens struktur. I maj meddelte den nyvalgte borgmester Anne Hidalgo, at hun havde bedt hendes førsteviceborgmester, Bruno Julliard, finde en alternativ løsning til kærlighedslåsene i Paris. I juni kollapsede en del af rækværket på broen under vægten af hængelåsene.
I august 2014 begyndte borgmesterkontoret at sige offentligt, at de ønskede at opmuntre turister til at tage "selfies" i stedet for at påsætte en kærlighedslås, da de lancerede kampagnen "Love Without Locks". Webstedet siger: "Vores broer kan ikke længere holde til jeres kærlighedsgestus. Sæt dem fri ved at erklære din kærlighed med #lovewithoutlocks." Med turistsæsonen i fuld gang måtte mere end 50% af broens rækværker eller gitre dækkes til med Krydsfiner, da låsenes vægt (ca. 700 kg pr. gitter) medførte risiko for yderligere kollaps.
Den 18. september 2014 udskiftede Paris' bystyre tre paneler på broen med et specielt glas som et eksperiment, da de søgte alternative materialer til broen, hvor låse ikke kan fastgøres.
Fra 1. juni 2015 begyndte medarbejdere udsendt af Paris' byråd at nedskære alle låse efter mange års klager fra lokalbefolkningen. Pr. 2015 er der blevet anbragt over en million låse, som vejede ca. 45 tons. Gadekunstnere som Jace, El Seed, Brusk eller Pantonio er blevet valgt til at male de nye paneler, der erstatter de gamle rækværk med låse.

## Tilgængelighed
Til fods fra Quai François Mitterrand fra højre bred af Seinen, og Quai Malaquais eller Quai de Conti fra den venstre bred. Den nærmeste metrostation er Pont Neuf.